# تان تشين نام
تان تشين نام (بالصينية: 陳振南) هو شخصية أعمال أسترالي وماليزي، ولد في 18 مارس 1926، وتوفي في 21 أكتوبر 2018.